# Fuerte de Reina Regente
El fuerte Reina Regente se encuentra en la localidad filipina de Tiunkup, situada en la margen izquierda del río Grande de Mindanao, a 36 millas marinas de Cottabatto, en el centro de la comarca de la que fuera Dueño el famoso dato Uttu, en la isla de Mindanao.
En la actualidad, Reina Regente es uno de los barrios que forman el municipio filipino de Datu Piang, antes conocido por Dulaguán.

## Administración
Constituía una Comandancia Militar, a cargo de un capitán del ejército español, en el Distrito 5º de Cottabato, uno de los siete distritos o provincias en los que a principios del siglo XX se hallaba dividida la isla de Mindanao, perteneciente al Imperio español en Asia y Oceanía (1521–1899).

## Historia
Aunque en 1887 estaba reconocida la soberanía de España, los actos de dato Uttu mostraban como seguía beligendado como antes, pues se había retirado á lo más escondido de sus tierras.

"...El fuerte significa la confirmación del dominio de España sobre aquéllas; y tanto por esto, como por conmemorar la regencia de S.M. la Reina doña Cristina, ha sido inaugurado con gran pompa el 25 de febrero útimo..."

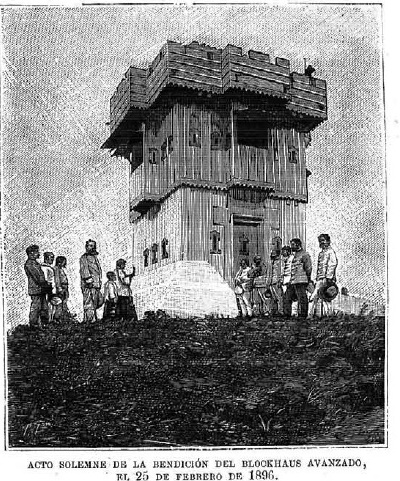
Acto solemne de la bendicióndel blocao avanzado, 25 de febrero de 1896.

"...Comenzó la coremonia á las diez de la mañana con la bendición del blockhaus avanzado por el Rvdo. F. Suárez, luego bendijo el mismo las demás partes del fuerte; se izó el pabellón al son de la Marcha Real y dio el Coronel Gobernador vivas á la patria, á SS. MM. el Rey y la Reina y al Capitán general, todos los cuales fueron contestados con entusiasmo. A las doce bubho banquete, al que asistieron, invitados por el Coronel Gobernador los jefes y oficiales de la fuerza. Pronunciáronse entusiastas brindis, y en todos hubo recuerdos para el valeroso ejercito que en Cuba pelea por la integridad de la patria...."

"...A la ceremonia de la bendición asistieron desde fuera los datos Mantaneil, Ali y Piyán, seguidos de muchos moros principales, panditas y criados. Uttu, aunque invitado por el propio Coronel Gobernador, alegó que no podía ir, y, en efecto, no fué..."
La Ilustración Española y Americana.